# Fout
Een fout is een afwijking van een gewenste of werkelijke situatie.

## Afrondfout
De absolute fout bij afronden is het verschil tussen de werkelijke waarde en de waarde na afronden (of eventueel het tegengestelde; vaak gaat het sowieso alleen om de absolute waarde). Alleen al voor het weergeven van een gegeven getal, bijvoorbeeld als decimaal of binair getal met een eindig aantal cijfers achter de komma, is vaak afronding nodig. Bij iedere stap van een berekening is er in principe de doorwerking van de al opgelopen fouten en de afrondfout bij de betreffende rekenstap. Ook kan men de relatieve fouten beschouwen.
Bij een gegeven systeem van afronden kan het maximum (althans een bovengrens) van de absolute waarde van de afrondfout van het weergeven van een gegeven of de extra fout bij een rekenstap worden bepaald. Zo is deze d/2 bij afronden op een veelvoud van d, bijvoorbeeld 0,5 × {\displaystyle 10^{-n}} bij afronden op n cijfers achter de komma.
Bij sommige systemen van afronden is er geen (zinvolle) bovengrens voor de absolute waarde van de absolute fout, maar wel voor de absolute waarde van de relatieve fout. Bij een zwevendekommagetal en wetenschappelijke notatie is de relatieve fout in absolute waarde kleiner dan de helft van de kleinste eenheid van de mantisse, gedeeld door de minimale mantisse. Dit minimum is vaak 1, dan krijgen we dus simpelweg de helft van de kleinste eenheid van de mantisse. Als in het geval van een zwevendekommagetal wordt afgerond op een gedenormaliseerd getal (inclusief 0) dan kan de fout groter zijn.
Rekenmethoden die bij exact rekenen dezelfde uitkomst geven kunnen sterk verschillen in de fout als resultaat van afronden. De relatieve fout in de uitkomst van het bepalen van het verschil van twee tussenresultaten die ongeveer gelijk zijn is in het algemeen bijvoorbeeld veel groter dan die in de betrokken tussenresultaten.

## Statistiek
Een statistische fout is het verschil tussen enerzijds de berekende, geschatte of gemeten waarde en anderzijds de echte of theoretisch correcte waarde (zie Statistische toets). Fouten zijn onder te verdelen in toevallige of stochastische fouten, systematische fouten en uitbijters of uitschieters. Om nauwkeurigheden onderling te kunnen vergelijken, moet bekend zijn volgens welke standaard deze zijn opgegeven.

### Toevallige fouten

Bij een normale verdeling van eendimensionale waarnemingen valt 68,3% van de toevallige fouten binnen de standaardafwijking σ, 95,5% binnen 2σ en 99,7% binnen 3σ.

Bij toevallige fouten is de gemiddelde fout nul. Bij voldoende waarnemingen zullen deze fouten zich volgens de normale verdeling rond de werkelijke waarde, de verwachting μ, vormen. Hierbij geldt dat bij meer metingen de normale verdeling steeds beter gevolgd gaat worden en dat het gemiddelde de werkelijke waarde steeds beter benadert. Doordat veel waarnemingen afgerond worden, zal er ook sprake zijn van een uniforme verdeling.

### Systematische fouten
Bij systematische fouten kan de werkelijke waarde niet op deze manier worden gevonden. Het gemiddelde zal een afwijking hebben met de grootte van de systematische fout. Als een systematische fout vastgesteld is, kan deze gecorrigeerd worden, wat bij een toevallige fout niet opgaat. Deze fout kan echter niet altijd vastgesteld worden en zal dan als toevallige fout verwerkt worden.

## Menselijke fouten
Een menselijke fout is gedrag waarbij een gesteld doel van een actie niet wordt bereikt. Fouten kunnen de vorm aannemen van vergissingen, uitglijders (slips) en blunders. Er bestaan fouten in de waarneming, geheugen, aandacht, taal en motoriek. Blunders zijn moeilijk te definiëren en kunnen bestaan uit technisch of menselijk falen zoals verkeerde aflezing, het invoeren van een verkeerde waarde en andere fouten die niet onder de andere twee zijn onder te brengen. Als de gemiddelde grootte van de fouten bekend is, kan een blunder eerder herkend worden. Een goede gewoonte is om de meting met een ander systeem te controleren.

## Wetenschappelijke experimenten
Bij een wetenschappelijke meting van natuurkundige grootheden worden fouten gemaakt, er is dan sprake van een meetfout in een gemeten grootheid. Een gemeten waarde heeft een bepaalde nauwkeurigheid en is altijd een benadering van de werkelijke waarde.
Bij wetenschappelijk metingen worden systematische fouten en statistische/toevallige fouten gemaakt. Om een uitspraak te kunnen doen over de grootte van een fout worden de begrippen relatieve fout en absolute fout gebruikt.

### Systematische fout
Systematische fouten worden veroorzaakt door niet-willekeurige fout, bijvoorbeeld een verkeerde ijking, het consequent verkeerd hanteren van een instrument of het verkeerd aflezen van een schaal. Meestal kan bij nader onderzoek deze systematische fout worden bepaald en kunnen de meetgegevens zo gecorrigeerd. Een recent voorbeeld is de neutrino's in het CERN Neutrinos to Gran Sasso-experiment die sneller dan het licht zouden gaan. Uiteindelijk bleek dit te wijten te zijn aan een slechte glasvezelverbinding.

### Statistische fout
De statistische fout is te wijten aan bijvoorbeeld willekeurige fluctuaties en onnauwkeurigheden in de meetapparatuur of het niet consequent hanteren van de meetappartuur.
Een statistische fout wordt genoteerd met het teken ±. De afstand van Amsterdam naar Brussel is bijvoorbeeld 176 ± 0,5 km, waarmee wordt aangegeven dat de juiste waarde ergens tussen 175,5 en 176,5 km ligt. De fout is dan 0,5 km. Met het woord fout wordt niet aangegeven dat de waarde onjuist is, maar alleen dat de nauwkeurigheid beperkt is.
Wordt de fout niet vermeld, dan mag aangenomen worden dat de fout de helft is van het laatste significante cijfer. Zou vermeldt worden dat de afstand 176 km is zonder dat de fout wordt vermeld, dan is de fout kennelijk 0,5 km. Daarom is 176 km niet hetzelfde als 176 000 meter, want daarmee wordt aangegeven dat de afstand tot op een halve meter nauwkeurig is gemeten.
Soms is het moeilijk te vermijden overtollige nullen te vermelden. Als wordt vermeld dat Groningen 186 000 inwoners heeft, dan zal een lezer wellicht aannemen dat het aantal in werkelijkheid tussen 185 500 en 186 500 ligt, dat wil zeggen 186 000 ± 500. Letterlijk genomen staat er echter dat het aantal inwoners nauwkeurig 186 000 ± 0,5 is. Het is duidelijker om 186 duizend te schrijven.

### Nauwkeurigheid bij conversie tussen eenheden
Bij conversies tussen eenheden moeten de waarden niet te nauwkeurig opgegeven worden. Als in een Engelse tekst staat dat een paard 10 mijl aan een stuk kan galopperen, dan mag dat niet vertalen worden naar 16 kilometer en zeker niet naar 16 090 meter. Die waarde van 10 mijl is ongetwijfeld een benaderde waarde die beter vertaald kan worden met 15 kilometer.

## Taalkunde
Uit vrees een taalkundige fout te maken, maken mensen soms juist hypercorrecte fouten. Soms maakt een spreker opzettelijk een fout (bekend als correctio of epanorthosis) om zo meer de aandacht te trekken. Ook kennen we fouten die doorgaans per ongeluk worden begaan: de spelfout en de grammaticafout. Wanneer een tekst met een dusdanige fout wordt geciteerd, wordt soms het woordje sic achter het woord met de fout geplaatst, om aan te geven dat de fout in het origineel staat en niet bij het citeren is ontstaan.

## Geneeskunde
Een medische fout is een fout die door een arts of zorgverlener veroorzaakt werd bij een patiënt.

## Computers
Een computercrash kan te wijten zijn aan de computer zelf, maar ook bij de programmeurs of de gebruikers van bepaalde software.
Een fout in een computerprogramma is een bug.

## Bouwwerken
In de civiele techniek wordt een fout bij bouwwerken die tot gevolg heeft dat de beoogde kwaliteit niet wordt behaald, een bouwfout genoemd.

## Tweede Wereldoorlog
Mensen die in de Tweede Wereldoorlog samenwerkten met de Duitse bezetters, bijvoorbeeld leden van de NSB werden fout genoemd. De kwalificatie wordt ook gebruikt voor kranten die tijdens de oorlog bleven verschijnen, zoals De Telegraaf.

## Populaire cultuur
Foute mannen zijn mannen waar een vrijgezelle niet op zou moeten vallen, omdat zij bepaalde foute karaktertrekken hebben. Dat ze fout zijn, maakt hen desondanks of juist daardoor vaak interessant en aantrekkelijk.
Foute films zijn films die niet goed zouden moeten gevonden worden vanwege de verkeerde boodschap ervan.
Foute muziek is muziek met een hoog gehalte camp die ook naïviteit en vrolijkheid uitstraalt en dan ook aanzet tot het meezingen ervan. Foute nummers komen aan bod bij radiostations die, overeenstemmend met de tijdsgeest, meestal bedrukte en uitzichtloze nummers laten horen. Ter afwisseling zorgt foute muziek voor een vrolijke en lichtvoetige noot.

## Trial-and-error
Door uitproberen kunnen fouten boven water komen of kan er bewust naar gezocht worden door gericht/systematisch te testen.

## Recht
In het verbintenissenrecht is een fout een onrechtmatige gedraging die aan de dader kan worden toegerekend.